# Славкина, Мария Владимировна
Мари́я Влади́мировна Сла́вкина (род. 18 июня 1981) — российский историк, историк нефтяной отрасли, специалист по нефтегазовой проблематике. Доктор исторических наук. Лауреат премии имени Н. К. Байбакова. В 2016-2021 гг. заместитель главного редактора журнала «Нефть и Капитал», член Союза журналистов России.

## Биография
Окончила исторический факультет МГУ им. М. В. Ломоносова (2003), являлась там же аспиранткой.
Доктор исторических наук.
Дисс. «Влияние отечественного нефтегазового комплекса на модернизационные процессы в СССР — России (1939—2008 гг.)» (научный консультант — доктор исторических наук В. А. Никонов, исполняющий обязанности декана факультета государственного управления МГУ имени М. В. Ломоносова) была выполнена М. В. Славкиной на кафедре истории Российского государства факультета государственного управления МГУ имени М. В. Ломоносова. М. В. Славкину называют одним из ведущих историков по нефтегазовой проблематике.
Работала пресс-секретарем в дочерней структуре ОАО «ЛУКОЙЛ» ОАО «Российской инновационной топливно-энергетической компании» (РИТЭК), советником президента Союза нефтегазопромышленников России, старшим научным сотрудником Института проблем нефти и газа (ИПНГ) РАН

## Научная деятельность
Как отмечает профессор кафедры истории и культурологии Тюменского государственного нефтегазового университета, доктор исторических наук Г. Ю. Колева: «М. В. Славкина исследовала развитие нефтегазового комплекса страны первоначально с 1945 г. по 1991 г., охватив ещё более значительный промежуток времени в докторской диссертации „Влияние отечественного нефтегазового комплекса на модернизационные процессы в СССР — России“ (1939—2008 гг.). В работах М. В. Славкиной отражено влияние нефтяной промышленности на экономическое и социальное развитие страны в предвоенные, военные, послевоенные годы».
Автор статей (в изданиях «Родина», «Нефтяное хозяйство», «Экономическая история») и монографий по истории развития отечественного нефтегазового комплекса и его влияния на разные стороны жизни страны. Автор первой биографии Николая Константиновича Байбакова — в серии ЖЗЛ.
Библиография
- Триумф и трагедия. Развитие нефтегазового комплекса СССР в 1960—1980-е годы. — М.: Изд-во «Наука», 2002. 221 с.
- Великие победы и упущенные возможности: влияние нефтегазового комплекса на социально-экономическое развитие СССР в 1945—1991 гг. — М.: Изд-во «Нефть и газ», 2007. 384 с.
- Валерий Грайфер. Время не ждет. — М.: Изд-во «Центр», 2009. 302 с. (Выдержки)
- Байбаков / Мария Славкина. — М.: Молодая гвардия, 2010. — 239 с: ил. — (Жизнь замечательных людей: сер. биогр.; вып. 1290).
- Влияние отечественного нефтегазового комплекса на модернизационные процессы в СССР — России : (1939—2008 гг.) : автореферат диссертации на соискание ученой степени доктора исторических наук : специальность 07.00.02 / Славкина Мария Владимировна; [Моск. гос. ун-т им. М. В. Ломоносова ; Место защиты: Рос. ун-т дружбы народов]. — Москва, 2013. — 46 с.
- Нефтегазовый фактор отечественной модернизации 1939—2008. — М.: Издательство «Весь мир», 2015. — 432 с. (Рецензия)
- Без границ. 50 лет Зарубежнефти (2017)